# Сероглазая земляная горлица
Сероглазая земляная горлица (лат. Columbina picui) — вид птиц семейства голубиных. Выделяют два подвида. Обитает исключительно в Южной Америке. Не находится под угрозой исчезновения.

## Описание
Сероглазая земляная горлица — небольших размеров птица с длиной тела 18 см, что делает её размером со скворца и чуть больше бриллиантовой полосатой горлицы. По сравнению с другими видами рода Columbina, сероглазая земляная горлица имеет более длинный хвост. Присутствует половой диморфизм. Оперение самки более бурого цвета, чем у самца.
Лоб и горло серовато-белые. Верх головы и затылок пепельно-серые. Очень узкая чёрная полоса проходит от основания клюва до глаза. Мантия и спина, а также кроющие крыла и перья хвоста светло-серые. Маховые перья чёрные. Шея и грудь бледно-серые. У самцов имеется розоватый оттенок, отсутствующий у самок. Брюхо почти белое. Клюв коричневато-серый. Ноги красноватые. Радужная оболочка глаза серо-голубая.

## Распространение и поведение
Ареал вида простирается от юго-восточного Перу через Боливию до центральных районов Аргентины. В северо-восточном направлении его можно встретить на северо-востоке Бразилии вплоть до Атлантического побережья. На южной окраине Амазонии ареал распространения этого вида голубей увеличивается в результате вырубки лесов. Высота распространения варьируется от низменностей до высоты 3 700 метров над уровнем моря. Широко распространённый вид голубей.
Средой обитания являются засушливые и полузасушливые районы. Населяет кустарниковые саванны, открытые пастбища и сельскохозяйственные угодья. На значительных участках ареала обитания всё чаще встречаются населенные пункты. Вид ведёт преимущественно наземный образ жизни. Обычно он ищет пищу на земле небольшими группами. Пища состоит в основном из семян. Из сельскохозяйственных культур предпочитает питаться семенами сорго. Сезон размножения варьируется в зависимости от района распространения. В Боливии выводит потомство с сентября по апрель; в Аргентине сезон размножения начинается в октябре и также заканчивается в апреле. На северо-востоке Бразилии выводят до двух выводков за год. В других частях ареала распространения в год бывает только одна кладка яиц. Гнездо строится на небольшой высоте в кустах или на небольших колючих деревьях. Кладка состоит из двух яиц. Период насиживания составляет одиннадцать-тринадцать дней. Молодые птицы покидают гнездо через двенадцать-тринадцать дней.

## Разведение
Вид импортируется сравнительно редко и поэтому играет лишь незначительную роль в содержании диких голубей. Впервые он был показан в зоопарке Амстердама в 1853 году. Впервые был выведен в Германии в 1905 году.